# Hans von Bühel

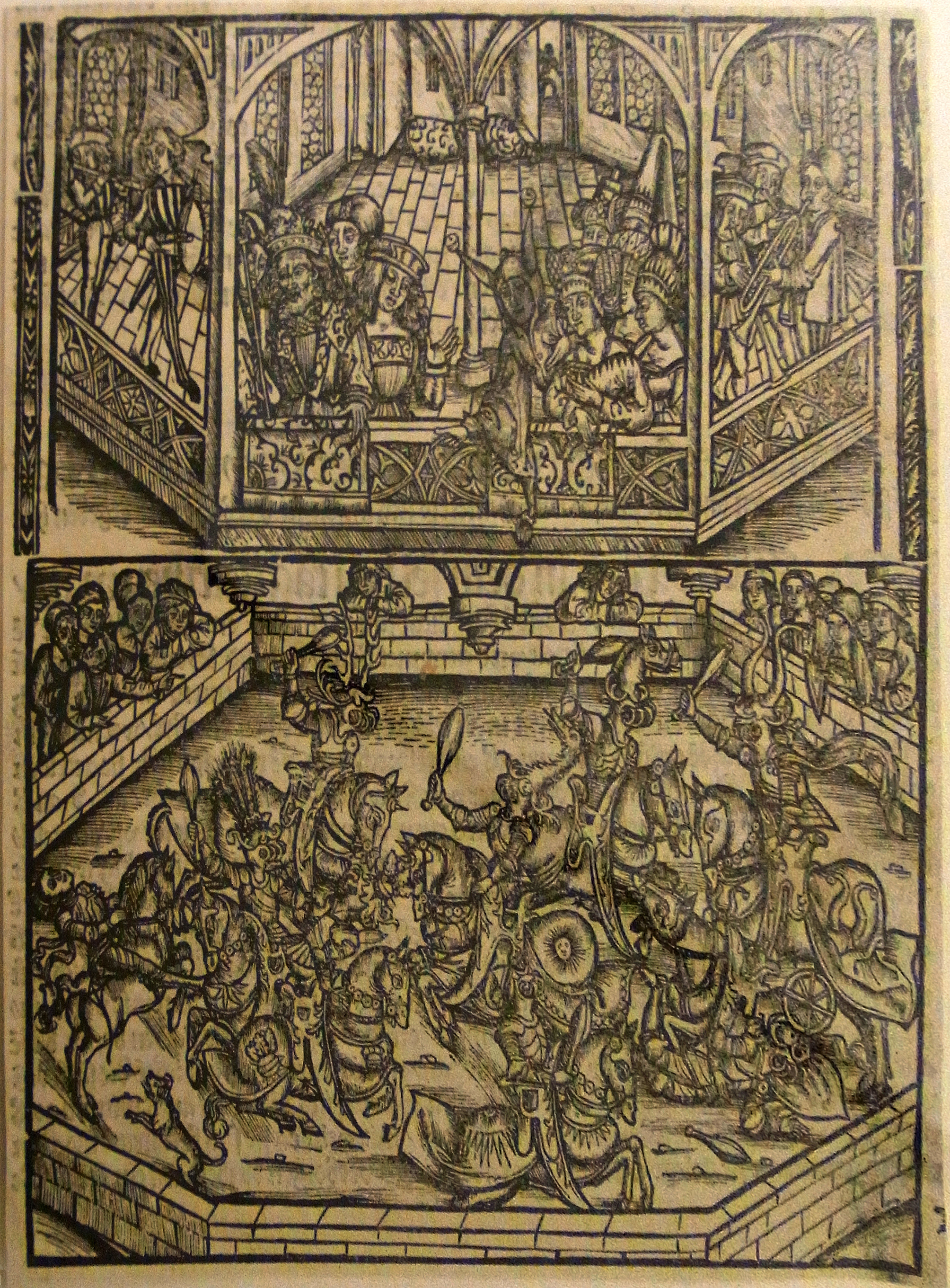
Holzschnitt für den Druck der Königstochter von Frankreich (1500)

Hans von Bühel, auch Hans der Büheler  (* um 1370; † um 1436), war ein erzählender Dichter des 15. Jahrhunderts.
Hans von Bühel stand nach eigenen Angaben (im 1412 datierten Dyocletianus) im Dienste des Erzbischofs von Köln, Friedrich III. von Saarwerden († 1414), in dessen Schloss Poppelsdorf bei Bonn er wohnte.

## Werke
Von ihm sind Bearbeitungen zweier volkstümlicher Stoffe überliefert:
- Die Königstochter von Frankreich, eine 1400 entstandene Dichtung von ca. 15.000 Versen, deren zugrundeliegende Handlung zurückgeht auf den Versroman Mai und Beaflor, der auch dem Volksbuch von der geduldigen Helena als Vorbild diente. Dieses Versepos wurde 1500 von Hans Grüninger in Straßburg veröffentlicht und 1508 neu aufgelegt.[2]

- Außerdem Diokletians Leben[3], das eine Version der Geschichte der sieben weisen Meister enthält und 1412 verfasst wurde.

## Herkunft
Die Herkunft des Hans von Bühel ist unter den Fachleuten umstritten. Seelig kommt aufgrund seiner Sprachanalyse der beiden bekannten Stücke des von Bühel zum Schluss, dass er aus Buhl-Lorraine in Lothringen stammen müsse. Behaghel berücksichtigt bei seiner Sprachanalyse nur das ältere Stück um die Anpassung der Sprache des Dichters an seinen späteren Lebensraum nicht einfließen zu lassen und verortet die Heimat von Bühel eher im heutigen Rastatter Ortsteil Niederbühl in Baden. Büschgens sieht in ihm einen oberbadischen Edelknecht im Dienste der Markgrafen Rudolf III. von Hachberg-Sausenberg. Nach Auffassung von Gerdes findet diese Sicht in der Fachwelt viel Zustimmung, gilt jedoch noch nicht als völlig abgesichert. Bühler schließt sich dieser Schlussfolgerung an und sieht in von Bühel auch einen der Verfasser der Rötteler Chronik, da dort bei der Aufzählung der Teilnehmer des Konzils von Pisa vermerkt ist: „Item min herre von Cöln hat da siben botten.“ Da Hans von Bühel zumindest 1412 in Diensten des Kölner Erzbischofs stand, könnte dies die Formulierung „min herre“ erklären.